# Équipe de Côte d'Ivoire de football à la Coupe du monde 2006
L'équipe de Côte d'Ivoire de football s'est qualifiée pour la coupe du monde 2006 de football en Allemagne. Elle a affronté l'Argentine le 10 juin, les Pays-Bas le 16 juin et la Serbie-et-Monténégro le 21 juin. Elle termine 3e de sa poule et est éliminée.

## Qualifications
| Groupe 3   | Groupe 3      | Groupe 3   | Groupe 3   | Groupe 3   | Groupe 3   | Groupe 3   | Groupe 3   | Groupe 3   | Groupe 3   | Groupe 3      | Groupe 3  | Groupe 3  | Groupe 3  | Groupe 3  | Groupe 3  | Groupe 3  |
| Classement | Classement    | Classement | Classement | Classement | Classement | Classement | Classement | Classement | Classement | Résultats     | Résultats | Résultats | Résultats | Résultats | Résultats | Résultats |
| ---------- | ------------- | ---------- | ---------- | ---------- | ---------- | ---------- | ---------- | ---------- | ---------- | ------------- | --------- | --------- | --------- | --------- | --------- | --------- |
|            | Nation        | Pts        | J          | G          | N          | P          | BP         | BC         | Diff       | Nation        | CIV       | CAM       | ÉGY       | LIB       | SOU       | BÉN       |
| 1          | Côte d'Ivoire | 22         | 10         | 7          | 1          | 2          | 20         | 7          | +13        | Côte d'Ivoire |           | 2-3       | 2-0       | 2-0       | 5-0       | 3-0       |
| 2          | Cameroun      | 21         | 10         | 6          | 3          | 1          | 18         | 10         | +8         | Cameroun      | 2-0       |           | 1-1       | 1-0       | 2-1       | 2-1       |
| 3          | Égypte        | 17         | 10         | 5          | 2          | 3          | 26         | 15         | +11        | Égypte        | 1-2       | 3-2       |           | 4-1       | 6-1       | 4-1       |
| 4          | Libye         | 12         | 10         | 3          | 3          | 4          | 8          | 10         | -2         | Libye         | 0-0       | 0-0       | 2-1       |           | 0-0       | 4-1       |
| 5          | Soudan        | 6          | 10         | 1          | 3          | 6          | 6          | 22         | -16        | Soudan        | 1-3       | 1-1       | 0-3       | 0-1       |           | 1-0       |
| 6          | Bénin         | 5          | 10         | 1          | 2          | 7          | 9          | 23         | -14        | Bénin         | 0-1       | 1-4       | 3-3       | 1-0       | 1-1       |           |

## Maillot
Le maillot de l'équipe de Côte d'Ivoire est fourni par l'équipementier Puma.
| Couleurs | Orange, blanc et vert |
| Marque   | Puma                  |
| Domicile | Extérieur             |

## Effectif
Le sélectionneur, Henri Michel a publié sa liste des vingt-trois joueurs pour le mondial, 22 des 23 sélectionnés sont repris du groupe ayant participé à la CAN 2006.
| Numéro / Nom | Numéro / Nom           | Club                   | Date de naissance | J.              | Buts            |                 |                 |                 |
| Gardiens de but | Gardiens de but        | Gardiens de but        | Gardiens de but   | Gardiens de but | Gardiens de but | Gardiens de but | Gardiens de but | Gardiens de but |
| --- | ---------------------- | ---------------------- | ----------------- | --------------- | --------------- | --------------- | --------------- | --------------- |
| 1 | Jean-Jacques Tizié     | Espérance de Tunis     | 07.09.1972        | 2               | 0               | 0               | 0               | 0               |
| 16 | Gérard Gnanhouan       | Montpellier HSC        | 12.02.1979        | 0               | 0               | 0               | 0               | 0               |
| 23 | Boubacar Barry Copa    | KSK Beveren            | 30.12.1979        | 1               | 0               | 0               | 0               | 0               |
| Défenseurs |                        |                        |                   |                 |                 |                 |                 |                 |
| 2 | Arthur Boka            | RC Strasbourg          | 02.04.1983        | 3               | 0               | 0               | 0               | 0               |
| 4 | Kolo Touré             | Arsenal                | 19.03.1981        | 2               | 0               | 0               | 0               | 0               |
| 6 | Blaise Kouassi         | ES Troyes AC           | 02.02.1975        | 1               | 0               | 0               | 0               | 0               |
| 12 | Abdoulaye Meïté        | Olympique de Marseille | 06.10.1980        | 2               | 0               | 0               | 0               | 0               |
| 13 | Marc-André Zoro        | FC Messine             | 27.12.1983        | 0               | 0               | 0               | 0               | 0               |
| 17 | Cyril Domoraud         | US Créteil-Lusitanos   | 22.07.1971        | 1               | 0               | 1               | 1               | 0               |
| 21 | Emmanuel Eboué         | Arsenal                | 04.06.1983        | 3               | 0               | 1               | 0               | 0               |
| Milieux de terrain |                        |                        |                   |                 |                 |                 |                 |                 |
| 3 | Kanga Akalé            | AJ Auxerre             | 07.03.1981        | 3               | 0               | 0               | 0               | 0               |
| 5 | Didier Zokora          | AS Saint-Étienne       | 14.12.1980        | 3               | 0               | 1               | 0               | 0               |
| 7 | Emerse Faé             | FC Nantes              | 24.01.1984        | 0               | 0               | 0               | 0               | 0               |
| 10 | Gilles Yapi-Yapo       | BSC Young Boys         | 30.01.1982        | 1               | 0               | 0               | 0               | 0               |
| 18 | Kader Keita            | Lille OSC              | 06.08.1981        | 2               | 0               | 1               | 0               | 0               |
| 19 | Yaya Touré             | Olympiakos             | 13.05.1983        | 3               | 0               | 0               | 0               | 0               |
| 20 | Guy Demel              | Hambourg SV            | 13.06.1981        | 0               | 0               | 0               | 0               | 0               |
| 22 | Romaric                | Le Mans UC             | 04.06.1983        | 1               | 0               | 0               | 0               | 0               |
| Attaquants |                        |                        |                   |                 |                 |                 |                 |                 |
| 8 | Bonaventure Kalou      | Paris SG               | 12.01.1978        | 2               | 1               | 0               | 0               | 0               |
| 9 | Arouna Koné            | PSV Eindhoven          | 11.11.1983        | 3               | 0               | 0               | 0               | 0               |
| 11 | Didier Drogba Cap.     | Chelsea                | 11.03.1978        | 2               | 1               | 2               | 0               | 0               |
| 14 | Bakari Koné            | OGC Nice               | 17.09.1981        | 3               | 1               | 0               | 0               | 0               |
| 15 | Aruna Dindane          | RC Lens                | 26.11.1980        | 3               | 2               | 0               | 0               | 0               |
| Sélectionneur |                        |                        |                   |                 |                 |                 |                 |                 |
| | Henri Michel ( France) |                        | 29.10.1947        |                 |                 |                 |                 |                 |
| Réserve Joueurs qui n'ont pas participé au stage d'entraînement mais qui pouvaient faire office de remplaçants jusqu'au 9 juin |                        |                        |                   |                 |                 |                 |                 |                 |
| Non communiquée |                        |                        |                   |                 |                 |                 |                 |                 |

## Compétition

### Buteurs
| Classement | Nom               | But(s) |
| 1          | Aruna Dindane     | 2      |
| 2          | Didier Drogba     | 1      |
| 3          | Bonaventure Kalou | 1      |
| 4          | Bakari Koné       | 1      |